# Siorac-de-Ribérac
Siorac-de-Ribérac è un comune francese di 258 abitanti situato nel dipartimento della Dordogna nella regione della Nuova Aquitania.

## Società

### Evoluzione demografica
Abitanti censiti